# Cervus elaphus yarkandensis
Sous-espèce
Synonymes
- Cervus affinis yarkandensis[2]
- Cervus elaphus yarkadenis (misspelling)[2]
- Cervus elaphus yarkandenis (misspelling)[2]
- Cervus hanglu yarkandensis (Lydekker, 1900) (préféré par NCBI)[3]
- Cervus yarkandensis Blanford, 1892 (préféré par BioLib)[2]

Répartition géographique
Cervus elaphus yarkandensis, communément appelé Cerf de Yarkand ou Cerf de Theenivs, est une sous-espèce du Cerf élaphe.

## Systématique
Certains auteurs le considèrent comme identique au Cerf de Bactriane (en) ou Cerf de Boukhara, Cervus elaphus bactrianus. D'autres y voient deux sous-espèces distinctes, le Cerf de Yarkand habitant plus à l'est que celui de Bactriane.

## Habitat et statut
Si on le considère comme distinct de la sous-espèce de Bactriane, le Cerf de Yarkand est endémique du Xinjiang et vit dans les monts Tian Shan et les steppes du bassin du Tarim, celui de Bactriane étant plutôt typique des forêts claires ripariennes d'Asie centrale.
John Fletcher, en 2014, le décrit comme probablement éteint, ce qui n'est pas confirmé par ailleurs.

## Description
C'est un cerf de taille moyenne (135 à 140 cm au garrot). La longueur condylobasale du crâne est de 396 mm, sa largeur de 160 mm, avec une dentition supérieure longue de 126 à 128 mm, soit un peu plus que le Cerf élaphe européen. Sa morphologie est adaptée à la course et au saut, avec des hanches larges. Son pelage est légèrement roux avec une grande tache claire, y compris sa queue. Ses bois ont généralement cinq andouillers avec une fourche terminale dirigée vers l'avant. Le cinquième andouiller est généralement plus grand que le quatrième et est incliné vers l'intérieur.

## Étymologie
Son nom spécifique, composé de yarkand et du suffixe latin -ensis, « qui vit dans, qui habite », lui a été donné en référence au lieu de sa découverte, le fleuve Yarkand près duquel le spécimen décrit avait été abattu, dans un bois, par la major C. S. Cumberland en 1890. 

## Publication originale
- (en) Osbert Salvin, « MR. W. T. Blanford on the Yarkand Stag », Proceedings of the Zoological Society of London, Londres, ZSL, vol. 1892,‎ 16 février 1892, p. 116-117 (ISSN 0370-2774, OCLC 1779524, BNF 32843178, lire en ligne).[10]